# ミチャエル・サントス
ミチャエル・ニコラス・サントス・ロサディージャ（Michael Nicolás Santos Rosadilla, 1993年3月13日 - ）は、ウルグアイ・モンテビデオ出身の同国代表サッカー選手。FCフアレス所属。ポジションはFW（センターフォワード）。

## クラブ歴

### リーベル・プレート
モンテビデオに生まれ、同国のCAリーベル・プレートでトップチームに昇格した。2011年2月13日のランプラ・ジュニオルスFCで、53分にフェデリコ・プッポに代わって投入され、国内リーグ初出場。2012年4月28日のCAフェニックス戦で81分からピッチに立つと、4分後に逆転弾となる自身プロ初得点を記録し2-1での勝利に貢献した。翌月28日のラシン・クルブ戦では10分間で2枚のイエローカードを受け、自身初の退場処分となる。
2014-15シーズンには21得点を記録。また、コパ・リベルタドーレス2016ではグループステージで3得点を挙げた。

### マラガ
2016年7月5日に4年契約でスペインのマラガCFに4年契約で移籍。フアンデ・ラモス監督の下、10月23日のCDレガネス戦で79分にホニー・ロドリゲスとの交代で加入後初出場。11月4日のスポルティング・デ・ヒホンで35分にホニーに代わって投入されると、78分に加入後初ゴールとなる決勝点を挙げ3-2での勝利に貢献する。
2017年8月14日、スペイン2部へ降格したヒホンに1シーズンの期限付き移籍となることが決まった。同クラブではレギュラーとしてプレーし、リーグ戦36試合出場17得点を記録。2018-19シーズンはCDレガネスへドライローンとなり、再び1部リーグでプレーした。

### コペンハーゲン
2019年8月21日、デンマークのFCコペンハーゲンに4年契約で移籍。ダメ・エンドイェやヨーナス・ヴィンドら前線の選手に負傷者が続出したクラブに、アウヴァロ・サントス以来の「サントス」として加入した。8月22日に行われたUEFAヨーロッパリーグ・プレーオフのリガFC戦で、ストーレ・ソルバッケン監督によって後半開始から投入され加入後初出場。9月15日のホブロIK戦でスタメンに名を連ねると、25分に加入後初ゴールを記録した。
2020年9月14日、レガネスにローン移籍で復帰した。

### タジェレス
2021年2月7日、アルゼンチンのCAタジェレスが保有権の半分を買い取り、同クラブと3年契約を締結した。

## 代表歴

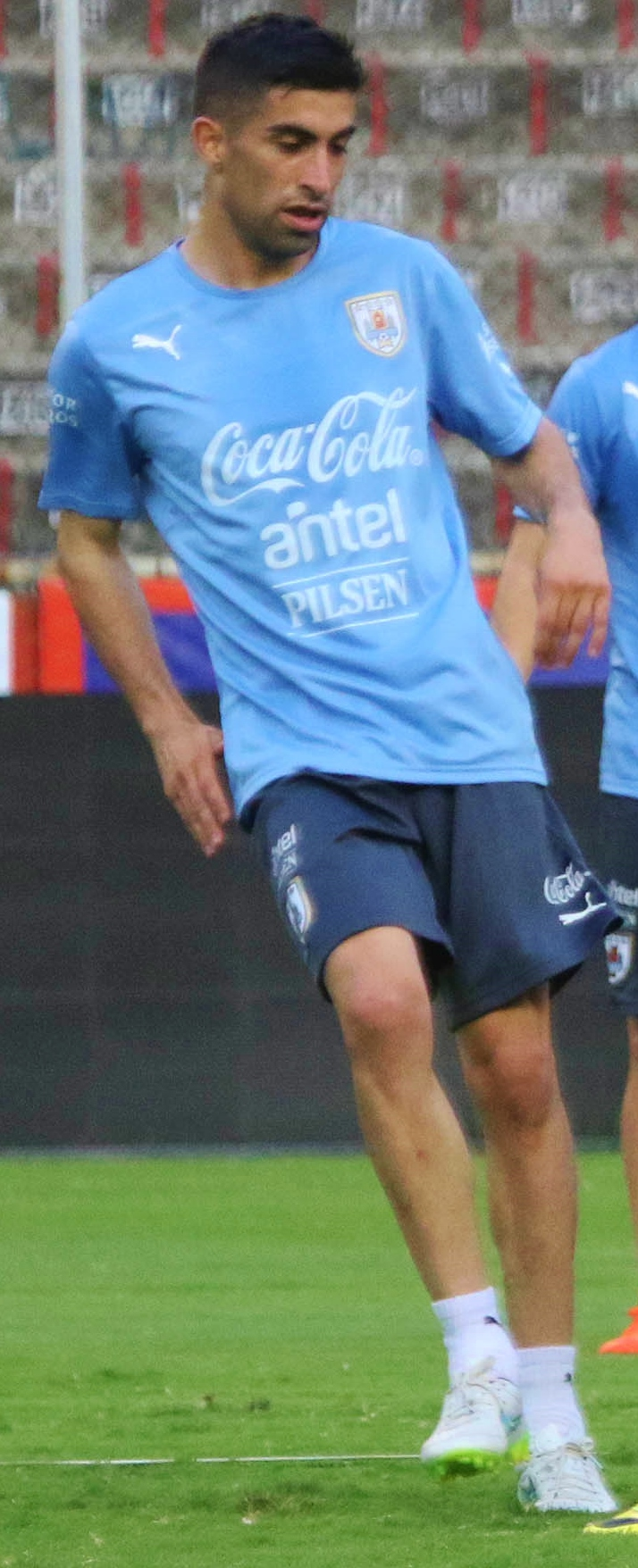
コパ・スダメリカーナ2015・エクアドル戦に向けた練習にて

2015年6月17日にパンアメリカン競技大会のサッカー競技に参戦するU-23ウルグアイ代表として、18人のメンバー入りを果たした。同大会で5試合に出場し、ブラジルから得点を奪った。
2015年8月29日にオスカル・タバレス監督から負傷したアベル・エルナンデスに代わりA代表に初招集。9月8日のコスタリカ戦でホナタン・ロドリゲスに代わって投入されA代表初出場となった。

## タイトル
ウルグアイ U-23
- パンアメリカン競技大会サッカー競技 : 2015